# Robert Moore Williams
Robert Moore Williams (Farmington, 19 giugno 1907 – 12 maggio 1977) è stato uno scrittore e autore di fantascienza statunitense.
La sua prima opera pubblicata fu Zero as a Limit, apparsa sulla rivista Astounding Science Fiction nel 1937 e firmata come Robert Moore. Prolifico scrittore, il suo ultimo romanzo è del 1972.

## Opere
(parziale)

### Romanzi
- La legge del caos (The Chaos Fighters, 1955), Urania n°113 e n°480; Classici Urania n°26
- Sulle soglie dell'infinito (Conquest of the Space Sea, 1955), Urania n°209; Oscar Ragazzi n°29
- The Void Beyond, 1955
- La minaccia degli invisibili (Doomsday Eve, 1955-1956)
- L'atomo azzurro (The Blue Atom, 1958), Urania n°302 e n° 628; Classici Urania n°66
- World of the Masterminds, 1960
- H su Los Angeles (The Day They H-Bombed Los Angeles, 1961), Urania n°282
- The Darkness Before Tomorrow, 1962
- King of the Fourth Planet, 1962
- Walk Up the Sky, 1962
- The Star Wasps, 1963
- Zanthar of The Many Worlds, 1967
- Zanthar at Moon's Madness, 1968
- Zanthar at the Edge of Never, 1968
- The Bell From Infinity, 1968
- Zanthar at Trip's End, 1969
- Quando due mondi si incontrano (When Two Worlds Meet, 1970), Urania n° 602
- Orrore alla miniera (Beachhead Planet, 1970)
- Jongor of Lost Land, 1970
- The Return of Jongor, 1970
- Jongor, il terrore della giungla (Jongor Fights Back, 1970)
- Love Is Forever, We Are for Tonight, 1970
- Now Comes Tomorrow, 1971
- Seven Tickets to Hell, 1972